# IJzendijke
IJzendijke es una localidad del municipio de Esclusa, en la provincia de Zelanda (Países Bajos). Está situada a unos 10 km de Oostburg.
La ciudad recibió privilegios ya en 1303. Hasta 1970 tuvo municipio propio; perteneció al de Oostburg desde el 1 de enero de 2003, cuando se unió a Esclusa.